# Mäntyjärvi, Norrbotten
Mäntyjärvi är en sjö i Övertorneå kommun i Norrbotten och ingår i Torneälvens huvudavrinningsområde.